# B. B. Lal
Braj Basi Lal (en hindi : ब्रज बासी लाल), né le 2 mai 1921 à Jhansi (Uttar Pradesh, Raj britannique) et mort le 10 septembre 2022 au Sud de Delhi (Inde), mieux connu sous le nom de B. B. Lal, est un archéologue indien.

## Biographie
Après ses études, B. B. Lal devient en 1943 stagiaire archéologue sous les ordres de l'archéologue britannique Mortimer Wheeler. Il fouille ensuite à Taxila et plus tard dans des sites comme Harappa et Sisupalgarh en Orissa. B. B. Lal a continué à travailler comme archéologue pendant plus de cinquante ans.
Il a été le directeur général de l'Archaeological Survey of India (ASI) de 1968 à 1972, et a servi comme directeur de l'Indian Institute of Advanced Studies à Shimla. 
B. B. Lal a également siégé à divers comités de l'UNESCO.
Il a reçu le prix Padma Bhushan par le gouvernement de l'Inde en 2000.

## Œuvres
- (en) B. B. Lal, New Light on the dark Age of Indian History: Recent Excavations at the Hastinapura Site, Near Delhi, Illustrated London news, 1952 (lire en ligne)
- (en) B. B. Lal, Studies in Early and Mediaeval Indian Ceramics : Some Glass and Glasslike Artefacts from Bellary, Kolhapur, Maski, Nasik and Maheshwar, 1953 (lire en ligne)
- (en) Braj Basi Lal, Excavations at Hastinapura and Other Explorations [in the Upper Gangā and Sutlej Basins], 1950-52, 1955 (lire en ligne)
- (en) Shikaripur Ranganatha Rao et Braj Basi Lal, Excavation at Rangpur and Other Explorations in Gujarat, 1960 (lire en ligne)
- (en) B. B. Lal, The Only Asian Expedition in Threatened Nubia : Work by an Indian Mission at Afyeh and Tumas, 1963 (lire en ligne).
- (en) Jagat Pati Joshi et Braj Basi Lal, Comparative Stratigraphy of the Protohistoric Cultures of the Indo-Pakistan Subcontinent, Ethnographic and Folk-Culture Society, U.P., 1963 (lire en ligne)
- (en) Braj Basi Lal, Indian Archaeology Since Independence, Motilal Banarsidass, 1964 (lire en ligne)
- (en) B. B. Lal, Indian Rock Paintings : Their Chronology, Technique and Preservation, 1968 (lire en ligne)
- (en) B. B. Lal, The Copper Hoard Culture of the Ganga Valley, Heffer, 1972 (lire en ligne)
- (en) B. B. Lal, On the Most Frequently Used Sign in the Indus Script, 1977 (lire en ligne)
- (en) B. B. Lal, Weathering and Preservation of Stone Monuments Under Tropical Conditions : Some Case Histories, 1978 (lire en ligne)
- (en) B. B. Lal, Scientific Examination of Works of Art and History, Indian Association for the Study of Conservation of Cultural Property, 1978 (lire en ligne)
- Special survey reports on selected towns: Dumka, 1981.
- (en) Braj Basi Lal, Has the Indus Script Been Deciphered?, Indian Inst. of Advanced Study, 1982 (lire en ligne)
- Frontiers of the Indus Civilization, 1984.
- (en) B. B. Lal, Excavation at Śṛiṅgaverapura : (1977-86), Director General, Archaeological Survey of India, 1993 (lire en ligne) [3]
- (en) Braj Basi Lal, The Earliest civilization of South Asia : rise, maturity, and decline, Aryan Books International, 1997, 208 p. (ISBN 978-81-7305-107-4, lire en ligne)
- (en) Jagat Pati Joshi, D. K. Sinha et Braj Basi Lal, Facets of Indian Civilization : Prehistory and rock-art, protohistory : Essays in Honour of Prof. B. B. Lal (Vol. 1), Aryan Books International, 1997 (lire en ligne)
- (en) B. B. Lal, India 1947-1997 : New Light on the Indus Civilization, Aryan Books International, 1998, 135 p. (ISBN 978-81-7305-129-6, lire en ligne)
- (en) Braj Basi Lal, The Sarasvatī flows on : the continuity of Indian culture, Aryan Books International, 2002, 148 p. (ISBN 978-81-7305-202-6, lire en ligne)
- (en) Braj Basi Lal, Excavations at Kalibangan : The Early Harappans, 1960-1969, Director General, Archaeological Survey of India, 2003 (lire en ligne)[3]
- (en) A. S. Bisht, Surinder Pal Singh et B. B. Lal, Studies in Art and Archaeological Conservation : Dr. B. B. Lal Commemoration Volume, Agam Kala Prakashan, 2004, 290 p. (ISBN 978-81-7320-059-5, lire en ligne)
- (en) B. B. Lal, The Homeland of the Aryans. Evidence of Rigvedic Flora and Fauna & Archaeology, New Delhi, Aryan Books, 2005, 126 p. (ISBN 81-7305-283-2)
- (en) Braj Basi Lal et R. Sengupta, A Report on the Preservation of Buddhist Monuments at Bamiyan in Afghanistan, Islamic Wonders Bureau, 2008, 61 p. (ISBN 978-81-87763-66-6, lire en ligne)
- (en) B. B. Lal, Rāma, His Historicity, Mandir, and Setu : Evidence of Literature, Archaeology, and Other Sciences, Aryan Books, 2008, 99 p. (ISBN 978-81-7305-345-0, lire en ligne)
- (en) B. B. Lal, How Deep Are the Roots of Indian Civilzation? : Archaeology Answers, Aryan Books, 2009, 150 p. (ISBN 978-81-7305-376-4 et 81-7305-376-6, lire en ligne)
- (en) Braj Basi Lal, Excavations at Bharadwaja Ashram : with a note on the exploration at Chitrakuta, Archaeological Survey of India, 2011 (lire en ligne)
- (en) Braj Basi Lal, Piecing Together : Memoirs of an Archaeologist, Aryan Books International, 2011, 266 p. (ISBN 978-81-7305-417-4, lire en ligne)